# لولا (جورجیا)
لولا، جورجیا (به انگلیسی: Lula, Georgia) یک شهر در ایالات متحده آمریکا با جمعیت ۲٬۷۵۸ نفر است که در جورجیا واقع شده‌است.

## موقعیت جغرافیایی
موقعیت جغرافیایی شهرها و مناطق اطراف به شرح زیر است: